# Crocifisso di San Felice
Il Crocifisso di San Felice è un dipinto a tempera e oro su tavola (343x432 cm) attribuito alla scuola di Giotto, databile al 1330 circa e conservato nella chiesa di San Felice in Piazza di Firenze.

## Storia e descrizione
La croce, di cui non si hanno notizie antiche, fu attribuita a Giotto da Bode, Suida, Venturi, Frabriczy e Coletti, ipotesi oggi quasi unanimemente respinta anche se la lettura critica è resa difficile dal cattivo stato di conservazione, col volto del Cristo rifatto.
Stilisticamente appare come una rilettura della Croce di Padova, con una certa dolcezza di modellato nel corpo di Cristo, e in tale veste dovette avere una certa influenza sulla scuola locale, probabilmente più dell'austera Croce di Ognissanti, che invece è oggi ritenuta in larga parte autografa.
Alle estremità dei bracci della croce sono presenti i dolenti, Maria e Giovanni, a mezza figura, mentre nella cimasa si trova la rappresentazione del pellicano, allusione a Cristo e al suo sacrificio verso gli uomini. In basso appare mutila della parte terminale, in tutta probabilità una piccola rappresentazione simbolica del Golgota. Le forme semplificate dei pannelli accessori, rispetto alle elaborate cornici della Croce di Rimini o di quella di Padova, hanno fatto pensare anche a una datazione anteriore a quelle prove, magari agli inizi del Trecento, vicina alla Croce di Santa Maria Novella, ipotesi però poco seguita dalla critica più recente.